# موش پاسفید
موش پاسفید (نام علمی: Peromyscus leucopus) یک جونده بومی آمریکای شمالی از انتاریو، کبک، لابرادور و استان‌های دریایی (به استثنای جزیره نیوفاندلند) تا جنوب غربی ایالات متحده و مکزیک است. در استان‌های دریایی، تنها مکان آن یک جمعیت جدا از هم در جنوب نوا اسکوشیا است. به‌ویژه در تگزاس به عنوان موش جنگلی نیز شناخته می‌شود.

## برهمکنش با انسان
موش پاسفید یکی از رایج‌ترین گونه‌های موش است که پس از موش خانگی به عنوان موش آزمایشگاهی استفاده می‌شود و نوع اهلی آن Peromyscus leucopus linville نام دارد. چنین موش‌های اهلی‌شده نیز به عنوان حیوانات خانگی نگهداری می‌شوند و به گونه‌ای پرورش داده شده‌اند که رنگ‌های مختلفی داشته باشند.

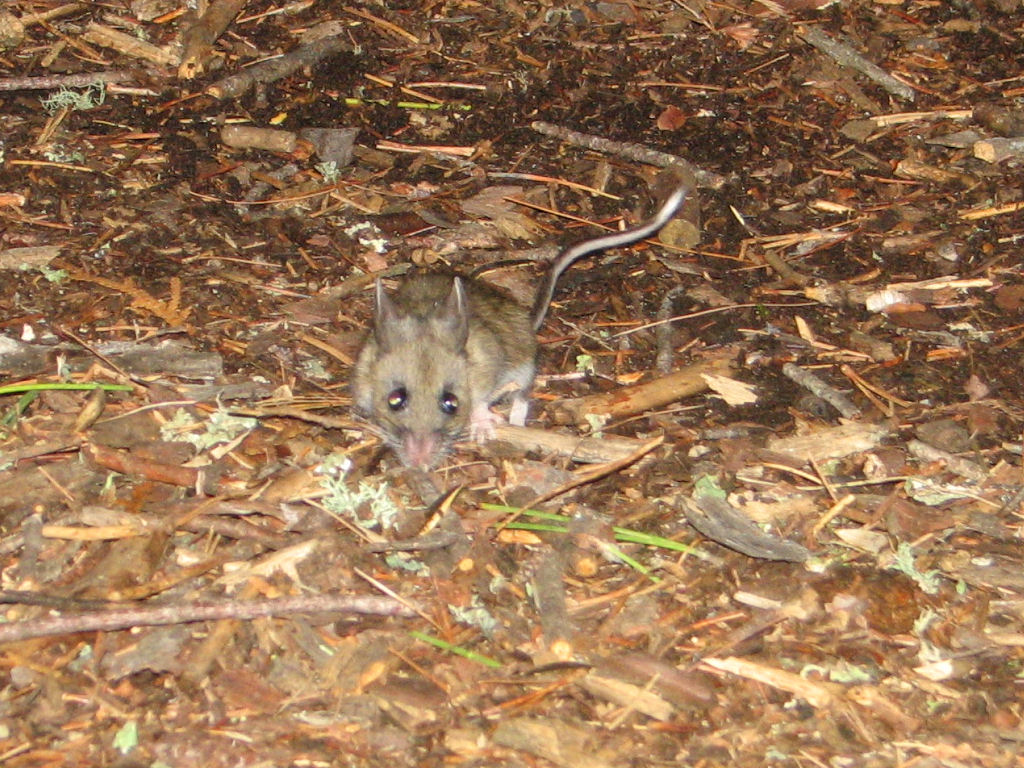
در پارک استانی کوتیکو، انتاریو
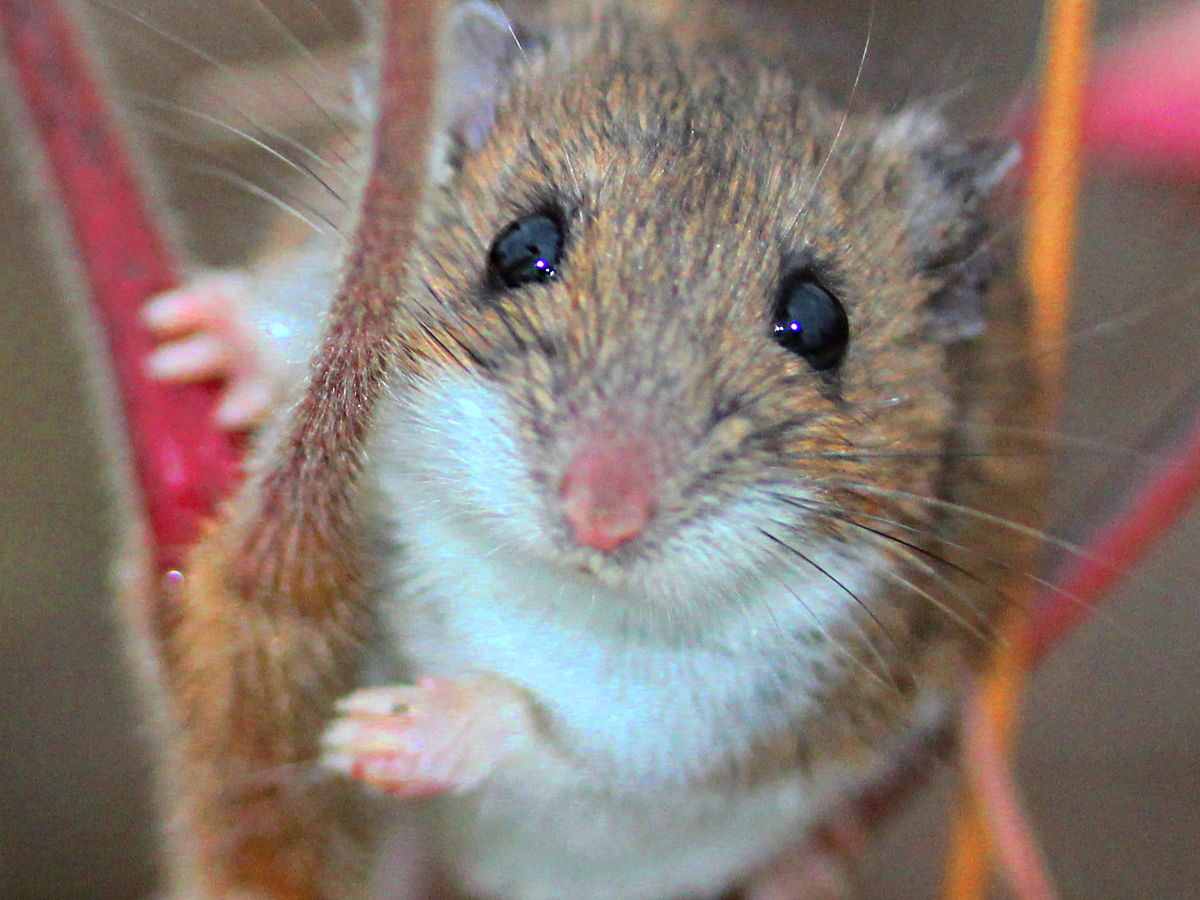
ماده روی سماق آمریکایی نر